# Тинково (Бургаська область)
Ти́нково (болг. Тънково) — село в Бургаській області Болгарії. Входить до складу громади Несебир.

## Населення
За даними перепису населення 2011 року у селі проживали 1148 осіб.
Національний склад населення села:
| Національність   | Кількість осіб | Відсоток |
| ---------------- | -------------- | -------- |
| болгари          | 652            | 59,0%    |
| турки            | 423            | 38,3%    |
| цигани           | 13             | 1,2%     |
| інша             | 14             | 1,3%     |
| не визначились   | 3              | 0,3%     |
| Всього відповіли | 1105           |          |

Розподіл населення за віком у 2011 році:
Динаміка населення: